# Hamearis gracilens
Hamearis gracilens är en fjärilsart som beskrevs av Derenne 1927. Hamearis gracilens ingår i släktet Hamearis och familjen Riodinidae. Inga underarter finns listade i Catalogue of Life.